# ABUniverce
ABUniverse（ABユニバース）は、アメリカ合衆国のABDL用おむつを取り扱う会社。

## 歴史
2007年にアメリカ合衆国でABDL向けおむつを開発・販売する会社として誕生。
2015年から順次イギリス、カナダ、オーストラリア、メキシコ、EUに支店を開設、その後欧州でも様々な会社とパートナーシップを結ぶなど、各国のABDLのニーズに応えながらおむつや関連グッズを世界にむけて販売している。
2016年には日本にも進出し、「ABUniverse Japan」として商品の発売を開始した。2021年に現地法人としてStrom Holdings Japan株式会社が設立された。

## 商品

### 提供中の商品

#### 紙おむつ
- タイニーテールズ(TinyTails)

- リトルキングス(Little Kings)

- クシーズウルトラ(Cushies Ultra)

- ピーカブー(Peekabu)

- アルファゲーターズ(AlphaGatorZ)

- ダイノロアーズ(DinoRawrz)

- リトルパウズ(LittlePawz)

- バニーホップス(BunnyHopps)

- スーパードライキッズ(Super Dry Kids)

- スペース(SPACE)

- クシーズ不織布版(cushies Diapers)

- シンプルウルトラ(Simple Ultra)
- クリンクルズ・オリジナル(Crinklz)

- クリンクズ・バッカニア(Crinklz Buccaneer)

- クリンクルズ ・フェアリーテイル(Crinklz Fairy Tale)

- クリンクルズ・ベタードライ(Crinklz Better Dry)

#### おむつパッド
- パワーアップス(PowerUps)

#### 帽子
- ピーカブーニット帽
- ピーカブーキャップ

#### 衣服
- Changing the World Tシャツ
- ABUロンパース
- ダイパースーツ

### おむつのデザイン
- タイニーテールズ(TinyTails)・・・おむつを着用した獣4匹(紫色の鹿、青色の熊、黄色のライオン、オレンジ色の狐)
- リトルキングス(Little Kings)・・・おむつを着用したライオン
- クシーズウルトラ(Cushies Ultra)・・・ヨット、飛行機、風船、ヒトデ、ハート、星
- ピーカブー(Peekabu)・・・キリン、オオカミ、ヤギ、犬
- アルファゲーターズ(AlphaGatorZ)・・・ワニ(クロッキー)
- ダイノロアーズ(DinoRawrz)・・・プテラノドン(スカイラー)、ティラノサウルス(タイ)、ハドロサウルス(レイン)、トリケラトプス(ミスティー)、ブロントサウルス(ブロック)
- リトルパウズ(LittlePawz)・・・おむつを着用した犬
- バニーホップス(BunnyHopps)・・・ピンクのうさぎ(昼と夜をモチーフにしたデザイン)
- スーパードライキッズ(Super Dry Kids)・・・熊
- スペース(SPACE)・・・宇宙
- クシーズ不織布版(cushies Diapers)・・・クシーズとデザインは一緒
- クリンクルズ・オリジナル(Crinklz)・・・虎、猿、熊、星
- クリンクズ・バッカニア(Crinklz Buccaneer)・・・海賊をモチーフにしたデザイン
- クリンクルズ ・フェアリーテイル(Crinklz Fairy Tale)・・・ユニコーン、城、星

## ABU ABDL Munch

### Munchとは
Munchとは、ABDLの人たちが普段なかなか話せないことを話したり、同じ趣味を持つ友達をつくったりすることを目的とした食事会のことである。欧米では特定の趣味を持つ人々が、飲食店や様々な施設などで集まって交流するオフ会を指す。

### 目的
日本のおむつ・ABDLコミュニティを盛り上げるため、同じ趣味を持つ人と実際に会って交流できる場をつくるために行われる。 おむつは好きだがオフ会に行くのは少し不安な人や、SMやフェチ系のイベントには行きにくいと思っている人も集まれるように工夫がなされている。ABU ABDL Munchでは、基本的には飲食店などに集まって、食事をしながらお話をして参加者同士が交流することを目的にしている。

## 引用
1. “About Us”. ABUniverse Japan. ABUniverce. 2024年5月13日閲覧。
2. “TinyTails” (英語). ABUniverse Japan. 2024年5月13日閲覧。